# Đảo Allan (Washington)

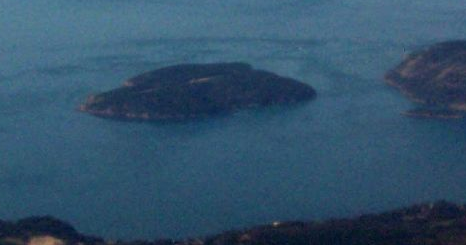
Đảo Allan

Đảo Allan có diện tích 292 mẫu Anh (118 ha) hòn đảo tọa lạc phía tây nam của Anacortes, Washington và là một phần của quần đảo San Juan. Hòn đảo này được đặt tên vào năm 1841 bởi nhà thám hiểm Wilkes nhằm tôn vinh William Henry Allen, người thiệt mạng trong khi chỉ huy tàu USS Argus (1803) trong cuộc chiến tranh năm 1812.
Tỷ phú Microsoft Paul Allen đã mua hòn đảo này vào năm 1992. Allen dự định xây dựng một nhà nghỉ trên đảo Allan, cho đến khi ông mua một căn hộ riêng biệt tại Juans San vào năm 1996, ông rất thích căn cộ đó. Năm 2005 ông đã cố gắn bán nó với giá $ 25.000.000 nhưng không thành... Allen một lần nữa cố gắng bán đảo vào năm 2011 với giá 13,5 triệu USD.
Đảo Allan dường như chưa có một cơ sở vật chất nào đáng giá, trên đảo có một sân bay.

## Liên kết
- Allan Island